# Prigrevica
Prigrevica (serbisch-kyrillisch Пригревица) ist ein Dorf in der Opština Apatin im Bezirk West-Batschka (Zapadna Bačka) der autonomen Provinz Vojvodina in Serbien mit etwa 4000 Einwohnern. Auf Deutsch heißt der Ort Batsch-Sentiwan, weniger gebräuchlich auch Sankt Johann an der Schanze.

## Herkunft des Namens
Sowohl Scentyvan als auch das 1361 erwähnte Zenthyvan, beide Male auf Ungarisch Szentiván zu lesen, bedeuten auf Deutsch Sanktiwan, hergeleitet von „Heiliger Johannes der Täufer“. Da es im Komitat noch weitere dem heiligen Johannes geweihte Ortschaften gab, erhielt Sentiwan auch den Beinamen „neben der Schanze“ – in Anlehnung an die kleine Römerschanze von Apatin, die südlich von Sentiwan vorbeizieht. Bei den von Ferdinand von Marsigli erwähnten Römerschanzen aus dem Jahre 1726 könnte es sich aber auch oder wohl eher um Erdwälle handeln, die im 4. Jahrhundert gegen die andauernden Donauüberschwemmungen angelegt wurden. Die serbische Variante Sveti Ivan Prigrevica ist eine Übersetzung von „Heiliger Johannes neben der Schanze“, wörtlich: Sveti Ivan pri grebenici. Daraus wurde später Sveti Ivan Prigrevica. Nach Cothmann befanden sich jedoch 1763 – also vor der deutschen Kolonisation – auf der Gemarkung von Sentiwan bereits vier selbständige Gemeinwesen: Sveti Ivan, Prigrevicza, Gyurity und Neority. Ab 1948 wurden in Jugoslawien – bis auf wenige Ausnahmen an der Adria – bei Ortsnamen die heiligen Namen weggelassen, so dass der Ort seither nur noch Prigrevica heißt.

## Geschichte

### Mittelalter
Der Ort ist im Spätmittelalter im dicht besiedelten Komitat des Königreichs Ungarn als sogenannter kirchlicher Ort entstanden und wurde 1318 als Scentyvan erstmals urkundlich erwähnt.

### Osmanisches Reich

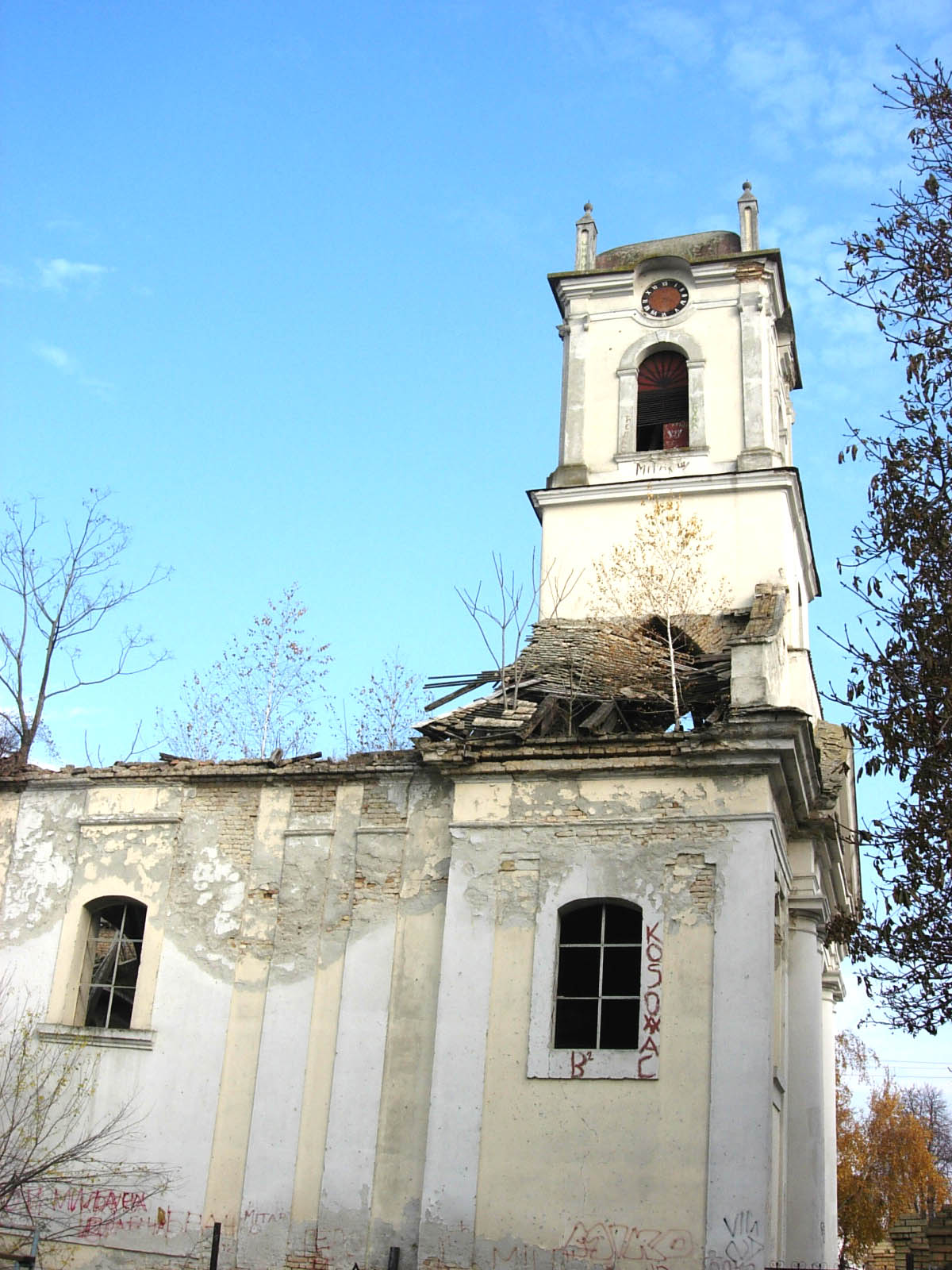
Reste der katholischen Kirche

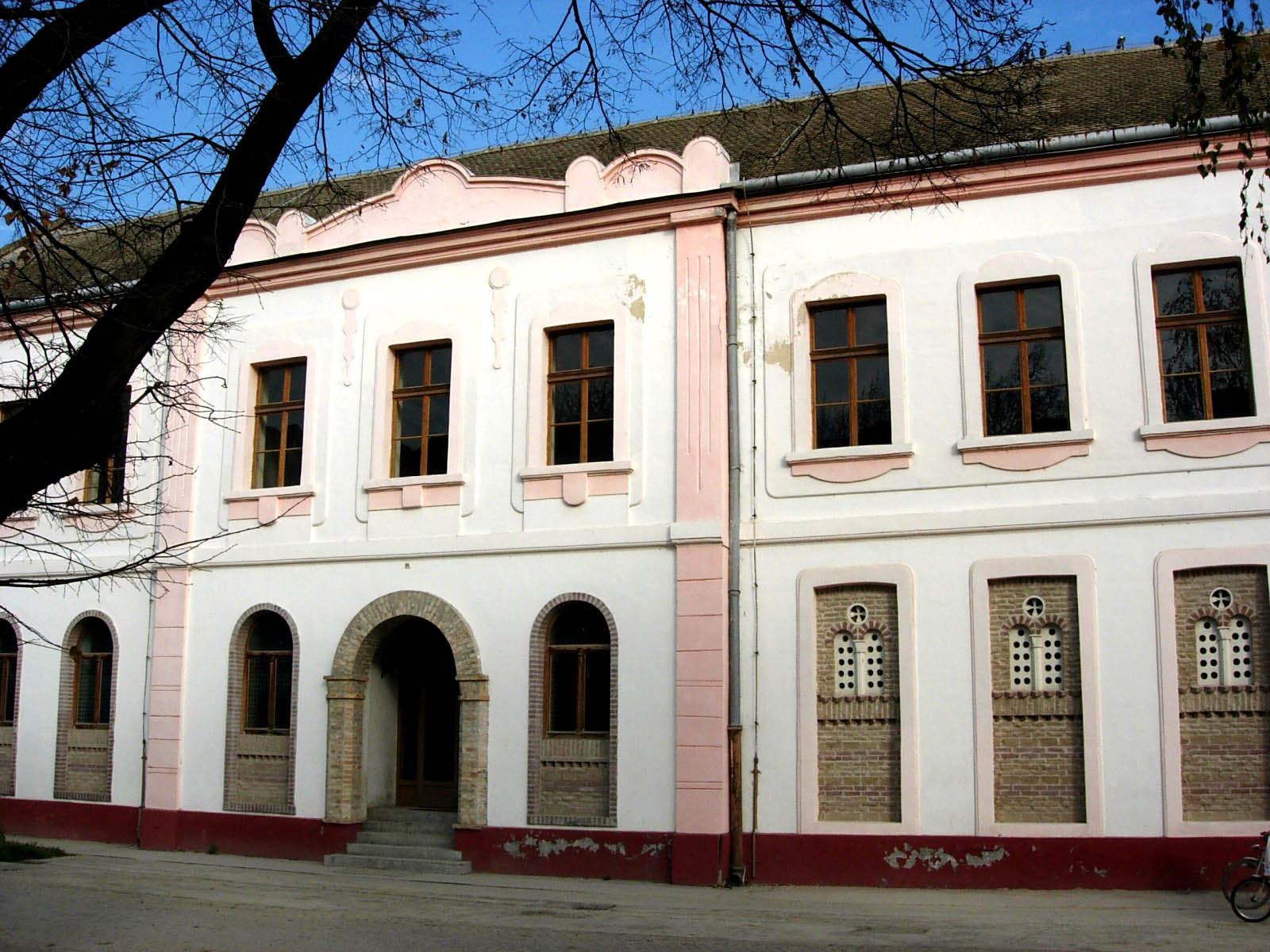
Die orthodoxe Kirche

Die 150-jährige Herrschaft der Osmanen führte zur Verwüstung und Entvölkerung der Pannonischen Tiefebene. Von den Türken geduldete nomadisierende Südslawen übernahmen bereits bestehende Ortschaften oder gründeten neue Siedlungen. Die damaligen Turbulenzen ließen in der Regel jedoch keine nachhaltigen Siedlungen zu. In Sentiwan reichen die Spuren erster slawischer Siedler bis in das Jahr 1554 zurück. Nach osmanischen Aufzeichnungen (Defter) lebten 1590 bereits 17 slawische Familien (wohl vorübergehend) im heutigen Sentiwan. In der Komitatszusammenschreibung von 1698 wird Sentiwan wieder als öde Ortschaft (als eine von 150 verlassenen Siedlungen) aufgezählt. 50 Jahre später muss es allerdings abermals eine größere Anzahl slawischer Familien gegeben haben, denn 1750 werden gleich zwei „pravoslawische Pfarrer am Ort“ aufgelistet.

### Habsburger Monarchie
Nach dem Sieg der Österreicher gegen die Osmanen (1697) unter Prinz Eugen bei Zenta und dem anschließenden Friedensvertrag von Karlowitz (1699) musste das Osmanische Reich u. a. die Batschka an Österreich abtreten. Nach Erscheinen des Kaiserlichen Impopulationspatentes („.. zur besseren Auffhelfung, wieder Erhebung und Bevölkerung derselben“) war seitens der Wiener Hofkammer eine sofortige Neubesiedlung der Batschka geplant, die jedoch bald wegen der Vorrangstellung der Militärgrenze (Pantschowa, Temeswar etc.) zurückgestellt wurde. Als eigentlicher Wiederbesiedler des „Batscher Distrikts“ – wie der amtliche Ausdruck jetzt hieß – kann der unter Kaiserin Maria Theresia eingesetzte Hofkammerrat Anton von Cothmann angesehen werden. Seine Tätigkeit fällt in die Zeit des Zweiten Großen Schwabenzuges (1763–1773). In seinem Brief vom Mai 1763 nach Pressburg, dem damaligen Sitz der Ungarischen Hofkammer, wiederholt Cothmann seinen Vorschlag, die „Sankt Iwaner Raizen“ (Serben) in das 25 km nördlich gelegene Stanišić umzusiedeln und den Ort mit deutschen Kolonisten aufzufüllen. Cothmann begründete seinen Vorschlag u. a. damit, dass 75 serbische Familien zu wenig wären, um die vier Ortsteile kultivieren zu können. Eigenhändig schrieb daraufhin die Kaiserin Maria Theresia, dass die Serben „mit guter Arth und freiwillig translocirt“ werden sollten. 1765 konnte Cothmann der Kaiserin erfolgreichen Vollzug melden: „Die orthodoxen Raizen haben sich gemäß der vorerwähnten gnädigen Königlichen Entscheidung an andere Orte begeben“. 
Der 13. Mai 1763 gilt als Gründungstag des neugegründeten Ortes Batschsentiwan bzw. des heutigen Ortes Prigrevica. An diesem Tag siedelten sich 41 deutsche Kolonistenfamilien in Sentivan an, die zuvor mit der Ulmer Schachtel nach Apatin kamen. Fünf Jahre später bestand die Gemeinde bereits aus 231 Familien mit 500 Seelen. Allein aus Lothringen kamen 62 Familien. Laut des „Summariums von 1768“ befanden sich unter den 231 Familien 139 Bauern und 66 Handwerker. 235 Häuser wurden von den Kolonisten selbst erbaut. Die ersten drei Jahre waren die Kolonisten von allen Abgaben befreit, danach musste ein Zehntel der Erträge an die Kameraladministration abgeführt werden. 1780 wurde ein Grundbuch angelegt. Sentiwan bestand aus fünf Gassen mit 330 Hausnummern. 1788 wurde die katholische Kirche mit einer Kirchturmshöhe von 43 Metern errichtet. 1882 wurde mit der Kanalisation der Abwässer begonnen. 1890 wurde die Pflasterstraße vom Bahnhof bis zum Ende der Kirchgasse fertiggestellt. Am 1. Januar 1905 wurde der bisherige Ortsname Prigrevica Szent Iván auf Anordnung des kgl. Ung. Innenministeriums umgeändert in „Bácsszentiván“.
Nach dem Ersten Weltkrieg fiel Sentivan gemäß dem Friedensvertrag von Trianon an das Königreich Jugoslawien. Als erste Amtshandlung wurde das ungarische Geld abgestempelt und der Ortsname in Prigrevica Sveti Ivan umgeändert. Die erste in der Gemeinde gedruckte Zeitung „Kleines Wochenblatt“ geht auf das Jahr 1923 zurück. Herausgeber war Johann Stefan. Zehn Jahre später folgte die „Deutsche Volkszeitung“ von Josef Blechl. 1937 galt Sentivan mit sieben gedruckten Zeitungen als das Medienzentrum der Donauschwaben in Jugoslawien.

### Industrie und Handwerk bis zum Zweiten Weltkrieg
Bis zur Vertreibung der deutschen Bevölkerung gab es in Prigrevica folgende Gewerbe:
- 26 akademische Berufe (Arzt, Lehrer, Notar, …)
- 22 Industriebetriebe (darunter 13 Hanffabriken)
- 2 Geldinstitute
- 35 Geschäfte (darunter 6 Textilgeschäfte)
- 277 Gewerbliche Betriebe (darunter 10 Gasthäuser und ein Damenfrisör)

### Prigrevica im Zweiten Weltkrieg
Mit Beginn des Zweiten Weltkrieges wurden alle wehrfähigen Männer des Ortes von der Jugoslawischen Armee zum Kriegsdienst eingezogen. Nach der Kapitulation der jugoslawischen Armee wechselten die deutschen Männer zur ungarischen Armee, waren aber auch aufgerufen, sich freiwillig in die SS zu melden. Da dieser Aufruf praktisch jedoch erfolglos blieb, wurden alle greifbaren Männer der Jahrgänge 1900 bis 1924 zwangsgemustert. Die jüngsten Jahrgänge wurden nach Prag zur Grundausbildung gebracht und danach an die Ostfront befohlen. Die älteren Jahrgänge meldeten sich mehrheitlich zur „Hipo“ (Hilfspolizei), um den Kriegsdienst zu umgehen.
Im April 1942 wurde die 7. Gebirgsdivision „Prinz Eugen“ aufgestellt, zu der alle wehrpflichtigen deutschen Männer der Vojvodina vom 17. bis zum 50. Lebensjahr eingezogen wurden, sofern sie nicht in der Landwirtschaft unabkömmlich waren. Mit der Aufstellung der „Prinz Eugen“ wurde von Himmler erstmals die „rassische Auslese“ und das „Freiwilligkeitsprinzip“ für die Waffen-SS fallengelassen. Die Prinz-Eugen-Division operierte hauptsächlich in Bosnien und in Serbien, weshalb deren Soldaten später von der jugoslawischen Regierung zu Landesverrätern erklärt wurden.

### Prigrevica nach dem Zweiten Weltkrieg
Nach der Vertreibung der deutschen Bevölkerung durch die Partisanen entstand ein Vakuum in der Verwaltung. Die im Ort verbliebenen Ungarn stellten zunächst eine Dorfwache auf, die jedoch postwendend vom jugoslawischen Volksbefreiungsausschuss aufgelöst wurde, zu deren Vorsitz sich ein serbischer Hirte selbst ernannte. Wegen Erfolglosigkeit und Inkompetenz wurde dieser jedoch alsbald vom Partisanenhauptmann Nikola Popović abgelöst, der dann auch die Neuansiedlung der neuen Kolonisten aus der Lika organisierte.
Am 29. Oktober 1944 erwartete Prigrevica den ersten Transport seiner künftigen Bewohner aus der Lika, wo während des Krieges serbische Dörfer zunächst von der Ustascha und danach von der Wehrmacht zerstört wurden. Unter den neuen Siedlern waren aber auch mittellose serbische Bürger aus kroatischen Dörfern, welche sich während des Krieges „bewährt“ hatten. In der Regel kamen die Kolonisten aus Gospić oder dessen Umgebung.

## Demographie
- 1900: 5054 Einwohner, darunter 4812 Deutsche, 195 Ungarn, 47 Sonstige
- 1910: 5416 Einwohner, darunter eine Mehrheit von 4514 deutschen Volkszugehörigen
- 1991: 4842 Einwohner, darunter 89,3 % Serben und 7,4 % Jugoslawen
- 2002: 4781 Einwohner, darunter 95,6 % Serben

Nach 1991 veränderte sich die Bevölkerungsstruktur abermals zu Gunsten der Serben, da viele (vor allem junge) Ungarn und Kroaten aus Angst vor einer Rekrutierung in die Jugoslawische Armee infolge des Kroatienkrieges nach Ungarn oder Kroatien flohen. Zudem musste auch Prigrevica, wie die meisten Ortschaften in der Vojvodina, zahlreiche Serben (Licani aus der kroatischen Lika) und serbische Flüchtlinge aus Bosnien, später auch aus dem Kosovo aufnehmen.

## Persönlichkeiten
- Stefan Augsburger (1856–1893), von 1878 bis 1893 Pfarrer von Sentivan (Prigrevica) und für drei Legislaturperioden Abgeordneter im Budapester Parlament.
- Željko Rebrača (* 1972), Basketballspieler der NBA und Nationalspieler für Jugoslawien, geboren 1972 in Prigrevica.